# Piaggio X7
Il Piaggio X7 è uno scooter medio-compatto a ruota bassa prodotto dall’azienda italiana Piaggio dal fine 2007 al 2012 nello stabilimento di Pontedera. Dal 2021 viene reintrodotto per il mercato cinese in una versione specifica prodotta dalla joint venture Zongshen Piaggio.

## Modello europeo (2007-2012)
Il Piaggio X7 è stato presentato il 9 novembre 2007 in occasione dell’EICMA e le vendite partono nella primavera del 2008 con motori da 125 cm³ e 250 cm³ a quattro tempi, omologati Euro 3 e raffreddati a liquido con di distribuzione a 4 valvole. La versione 250 possiede l’iniezione elettronica. Il 125 cm³ della famiglia Leader eroga una potenza di 11 kW (15 CV), mentre il motore Quasar 250 cm³ eroga 16,2 kW (22 CV) e 20,2 Nm di coppia massima. 
Si tratta di un modello di fascia medio-compatta cittadino a ruote basse (14 pollici anteriori e 13 pollici posteriori). Possiede un telaio doppia culla di acciaio abbinato ad una forcella idraulica con steli da 35 mm all’anteriore, al posteriore presenta il forcellone oscillante con  trasmissione integrata comandata da due ammortizzatori idraulici, regolabili nel precarico molla.
Gli pneumatici sono da 120/70 e 140/60 e l’impianto frenante è composto da freni a disco sia all’anteriore sia al posteriore da 260 e 240 mm di diametro con pinze flottanti a due pistoni.

### X7 Evo
A causa delle basse vendite riscontrate dall’X7 a poco più di un anno e mezzo della commercializzazione la casa presenta l’X7 Evo il 23 giugno 2009 che ne rappresenta una versione restyling migliorata: a cambiare è il gruppo ottico anteriore che si uniforma allo stile della restante gamma “X” mentre telaio e le caratteristiche meccaniche restano le medesime ad eccezione del motore top di gamma: il 250 viene sostituito dal nuovo 300 Quasar a quattro valvole e iniezione elettronica che eroga 16,4 kW (22,4 CV) e una coppia massima di 23,8 Nm. Il motore base resta il vecchio 125.

## Modello cinese (dal 2021)
Nel marzo del 2021 Piaggio presente in Cina una nuova versione dell’X7 prodotta localmente dalla joint venture Zongshen Piaggio; tale modello si tratta di una versione re-ingegnerizzata secondo le specifiche cinesi del vecchio X7 europeo e destinata unicamente al mercato interno.
Esteticamente è un restyling dell’X7 Evo con proiettore anteriore full-LED mentre la componentistica è differente a partire dal motore da 244 cm³ che eroga 15,6 kW (21,2 cavalli) a 6500 giri/min (lo stesso dell’Aprilia SR Max 250). 
Il passo è di 1480 mm, mentre le ruote mantengono i diametri da 14 pollici anteriore e da 13 pollici posteriori con pneumatici Zhengxin, forcella con steli da 35 mm e ammortizzatori KYB.
Di serie ABS, controllo trazione e frenata combinata, con disco anteriore da 260 mm e pinza a quattro pistoncini.
Il peso dell’X7 cinese è di 182 kg.